# LGBT práva v Ázerbájdžánu

Duhová mapa Ázerbájdžánu

Lesby, gayové, bisexuálové a transsexuálové (LGBT) se v Ázerbájdžánu mohou setkávat s právními komplikacemi, s nimiž se heterosexuální většina nepotýká. Stejnopohlavní sexuální aktivita je pro muže i pro ženy legální, ale domácnostem tvořeným stejnopohlavními dvojicemi se nedostává stejné právní protekce jako domácnostem tvořeným páry různopohlavními.

## Dějiny LGBT v Ázerbájdžánu
Po získání nezávislosti na Ruském impériu r. 1918 nově vzniklá Ázerbájdžánská demokratická republika nepřijala žádné zákony proti homosexualitě. Když se pak následně Ázerbájdžán stal součástí SSSR r. 1920, stala se zde homosexualita subjektem vymáhání sovětských zákonů kriminalizující sex mezi muži. I přes iniciativu Vladimíra Iljiče Lenina dekriminalizující homosexualitu v Sovětském Rusku, pohlavní styk mezi muži (nekorektně nezývaný jako pederastie), lépe řečeno sodomie se v Ázerbájdžánské SSR stal trestným r. 1928  pod hrozbou 5letého vězení a 8letého v případě, že je k jeho vykonání užito násilí.
Ázerbájdžán znovu získal nezávislost r. 1991 a v r. 2000 zrušil veškeré zákony proti sodomii pocházející ze sovětské éry. Speciální edice Ázerbájdžánu, oficiální tisk Národního shromáždění, zveřejněná 28. května 2000 prohlásila, že Shromáždění přijalo novou verzi Trestního zákoníku i s podpisem prezidenta, která vyjde v účinnost v září 2000. Zrušení § 121 bylo rovněž i podmínkou pro vstup Ázerbájdžánu do Rady Evropy, což země splnila a stala se tak 43. členem Rady 25. ledna 2001.

## Život homosexuálů v zemi

### Společnost
Jako většina postsovětských států je i Ázerbájdžán místem, kde homosexualita je velkou neznámou. Je tu nedostatek informací ohledně psychologických, sociologických a právních aspektů homosexuality, což způsobuje, že valná většina místních lidí nemá povědomí, co homosexualita vůbec je.
"Coming outy" gayů, leseb, bisexuálů a transsexuálů jsou zde vesměs ojedinělé a LGBT lidé se jej často obávají, a tudíž mnoho z nich žije dvojí život ve falešných manželstvích. Existuje tu sice pár finančně soběstačných jedinců v Baku, kteří žijí život podle své orientace, i tak jí ale praktikují vesměs pouze v soukromí. V zemi nefunguje ani žádné LGBT hnutí v politice, přesto se dá najít pár podpůrných lidskoprávních skupin zabývajících se problematikou LGBT lidí a jejich právním zastoupením.
Přestože dobrovolné homosexuální praktiky mezi muži jsou oficiálně legální, tak policejní násilí proti homosexuálním mužům, zejména mužským prostitutům, přetrvává.

### Média
V ázerbájdžánské televizi se běžně vyskytují LGBT postavy, ale ve státní televizi je homosexualita užívána spíše jako nástroj politického harašení, kritiky vlády  a novinářů.
Dekriminalizací informovaného souhlasu k vykonání pohlavního styku mezi muži r. 2000 došlo ke zlepšení situace lidských práv v zemi. Rozhodnutí minulého prezidenta Hejdara Alijeva ohledně zrušení všech překážek k přístupu do Rady Evropy bylo ohromným hnacím motorem k procesu dekriminalizace.

## Současnost
Legální věk způsobilosti k pohlavnímu styku je pro obě orientace stanoven na 16 let. Ázerbájdžán je sekulární stát s ohromným počtem praktikujících muslimů. Důvodem, proč je v zemi rozšířená homofobie je tudíž nejen neznalost problematiky, ale také odkaz na "tradice". Rodiny homosexuálů často nemohou oficiálně schvalovat jejich jiné sexuální smýšlení, obzvlášť ve venkovských oblastech. Coming out mívá za následek násilí a ostrakizaci ze strany rodinného patriarchátu a nucená heterosexuální manželství.

## Životní podmínky
| Legální stejnopohlavní styk                                                           | (2000) |
| Stejný věk legální způsobilosti k pohlavnímu styku pro obě orientace                  | (2000) |
| Anti-diskriminační zákony v zaměstnání                                                | No     |
| Anti-diskriminační zákony v přístupu ke zboží a službám                               | No     |
| Anti-diskriminační zákony v ostatních oblastech (homofobní urážky, útoky z nenávisti) | No     |
| Stejnopohlavní manželství                                                             | No     |
| Jiná forma stejnopohlavního soužití                                                   | No     |
| Adopce dítěte partnera                                                                | No     |
| Společná adopce stejnopohlavními páry                                                 | No     |
| Gayové a lesby mohou otevřeně sloužit v armádě                                        |        |
| Možnost změny pohlaví                                                                 |        |
| Přístup k umělému oplodnění pro lesbické ženy                                         | No     |
| Náhradní mateřství pro gay páry                                                       | No     |